# Синдикація контенту
Синдикація контенту (оголошень) — це одночасне поширення інформації на різні телеканали, вебсторінки або вебсайти.

## Механізм дії
Ця операція отримала свій розвиток завдяки масовому використанню мережі Інтернет, а до її поширення зустрічалася на телеканалах. Служби синдикації забезпечують одночасну публікацію контенту на різних сторінках, сайтах і мобільних пристроях. Автоматична синдикація сприяє тому, щоб робота в Інтернет давала більший результат, при менших зусиллях і витратах.
Наприклад, ви публікуєте оголошення на сайті з пошуку нерухомості і завдяки синдикації ваше оголошення автоматично розміщується ще на 20 профільних ресурсах. Якщо ви вносите зміни в оголошенні, система сама оновлює вашу публікацію на інших сайтах, що сприяє значній економії часу.

## Призначення
Синдикація зручна для користувачів з часто оновлюваним контентом (сайти з нерухомості, блог-майданчики, новинні ресурси і т. д.).
Інструмент автоматичної синдикації корисний, в першу чергу для тих, хто цінує свій час. Всю трудомістку, механічну роботу виконує система:
- розміщує контент на партнерських сайтах;
- щодня оновлює контент;
- оперативно вносить зміни.

Синдикацію контенту належить розцінювати як послугу, що надається стороннім сайтам; тобто вона повинна відповідати чужим потребам і сприяти підвищенню привабливості їх ресурсів для користувачів.

## Переваги синдикації
- Основною перевагою синдікації є суттєва економія часу при публікації та поширенні контенту (оголошень) в мережі Інтернет.
- Для приймаючого сайту синдикація є ефективним способом розміщення більш вичерпної і своєчасної інформації на своїх сторінках.
- Для сайту, який передає синдиковану інформацію, вигода полягає в більшій мірі його представленості серед різних он-лайн платформ. Крім того, налагоджується додатковий трафік, що, по-суті, є простою і безкоштовною формою реклами сайту в мережі.

## Види
- Платна синдикація контенту — при платній синдикації, системи беруть плату з рекламодавця або з людини, що просуває контент, а потім ділять прибуток з майданчиками.
- Безкоштовна синдикація — існує можливість безкоштовної синдикації контенту. Схожі за змістом сайти завжди шукають хороший контент і, як правило, вони не хочуть за нього платити.